# L'histoire du garçon qui voulait qu'on l'embrasse
L'histoire du garçon qui voulait qu'on l'embrasse è un film del 1994 diretto da Philippe Harel.
Si tratta dell'esordio sul grande schermo di Marion Cotillard, all'epoca appena diciottenne. Il film fu un completo insuccesso, ma la giovane attrice mise in mostra il suo precoce talento e la sua bellezza, grazie anche a una scena in cui si mostrava a seno nudo.

## Trama
Raoul ha 20 anni e ha studiato storia dell'arte a Parigi, città dove vive in una chambre de bonne. Sta preparando un master universitario, ma il suo problema principale è ricevere il primo bacio.